# Chartreuse de Géronde
La chartreuse Saint-Martin de Géronde est une ancienne chartreuse située sur une colline près de la ville de Sierre, canton du Valais, en Suisse.

## Histoire
Avant 1330, Géronde était un prieuré de l’abbaye d’Abondance. Cette année-là, après des négociations difficiles, Aymon de La Tour, évêque de Sion, en fait don aux chartreux en s’engageant à trouver d’autres bienfaiteurs. Les chartreux installent aussitôt une communauté ; mais le fondateur étant mort dès 1334 et la guerre sévissant entre le prince-évêque et son peuple, la communauté est dispersée par l’Ordre en 1349. En 1428, il renonce expressément à cette fondation, et l’évêque de Sion y installe les carmes : c'est l’origine d’une congrégation réformée. Ils sont remplacés au XVIIe siècle par les jésuites, puis, en 1662 par les augustins. Les trappistes émigrés y séjournent en 1804 et 1805. Depuis novembre 1983, des sœurs bernardines appartenant à l'ordre cistercien de la Stricte Observance s’y sont installées.